# SN 1961A
SN 1961A – supernowa odkryta 12 stycznia 1961 roku w galaktyce MCG +00-08-02. W momencie odkrycia miała maksymalną jasność 19,00m.